# Дарайсун-Годэн-хан
Дарайсун-Годэн-хан (1520—1557) — монгольский хан из династии Северная Юань (1547—1557), старший сын и преемник монгольского хана Боди-Алаг-хана.

## Биография
В 1547 году после смерти своего отца, монгольского хана Боди-Алаг-хана, Дарайсун-Годэн-хан занял ханский трон. Однако Дарайсун-Годэн-хан управлял только чахарским туменом, не имея реальной власти над другими монгольскими туменами. Дарайсун-Годэн-хан вступил в борьбу с могущественным Алтан-ханом, правителем туметского тумена. Алтан-хан (Амда) вынудил Дарайсун-Годэн-хана бежать из своих кочевий на восток. В 1551 году Дарайсун-Годэн-хан заключил компромисс с Алтан-ханом, признавал его лидерство в монгольском мире и отказался в его пользу от титула «Годэн-хан». Дарайсун-хан был вынужден переселиться из императорского дворца в восточные монгольские степи, на границу с Маньчжурией. Хотя большинство монгольской знати еще признавало великого хана Дарайсун-хана в качестве своего лидера, он не имел никакой реальной власти.
Сыновья Дарайсун-Годэн-хана — Тумэн-тайджи, Ионту Дурахал, Баг Дархан и Дайчин-тайджи.